# Леонова Дар'я Михайлівна
Леонова Дар'я Михайлівна (9 [21] березня 1829, за ін. даними — 4 [16] березня 1834 або 1835, Вишній Волочок, нині Тверської області — 25 грудня [6 лютого] 1896, Петербург) — російська співачка (контральто).
Солістка Маріїнського (Санкт-Петербург) і Большого (Москва) театрів.
Навчалася в Санкт-Петербурзькому театральному училищі. Ще під час навчання виступала на Імператорській сцені в водевілях і п'єсах зі співом.
У 1852 році з великим успіхом дебютувала в опері «Життя за царя» («Іван Сусанін») Михайла Глінки, підготувавши партію Вані разом з композитором, якому голос Леонової дуже сподобався. Глінка і після займався зі співачкою, написав для неї «Молитву» і збирався писати оперу «Двумужница».
У 1857—1858 роках Дар'я Леонова концертувала за кордоном, зокрема в Берліні і Парижі. Вона співала в багатьох німецьких містах, знайомлячи іноземців з російською музикою, особливо з творами Глінки. Стажувалася у Дж. Мейєрбера і Д. Обера, при цьому не припиняючи концертної діяльності.
Залишивши в 1873 році оперну сцену, Леонова зробила концертну поїздку по Сибіру, а також за кордоном — в Японії, Китаї і в країнах Північної Америки (Сан-Франциско і Нью-Йорк); в 1879 зробила концертне турне по Росії з М. П. Мусоргським в якості акомпаніатора. В гастрольний репертуар співачки увійшло багато творів нової російської школи.
У 1880 році відкрила (за активної участі Мусоргського) музичні курси в Санкт-Петербурзі. У 1888—1892 роках викладала спів в московському театральному училищі, а в 1892 році відкрила власні музичні класи в Москві. Серед її учнів — В. П. Шкафер, Л. Д. Донський, Л. Собінов, які виступали на Імператорській московській сцені.